# Droit du service public en France
Le droit du service public est un élément essentiel du droit administratif français. Il régit le service public, qui est défini comme « une activité d’intérêt général assurée ou assumée par une personne publique » selon René Chapus.  La notion de service public est un des concepts fondamentaux du droit administratif français. Elle a d'ailleurs contribué, dans la première moitié du XXe siècle, à construire ce droit, dès lors que la notion a été utilisée pour définir les limites de la compétence du juge administratif.
Le service public est juridiquement défini comme une activité d'intérêt général, gérée par une personne publique ou sous son contrôle par une personne privée. Dans la seconde moitié, il a été formellement admis que des activités de service public peuvent être assurées par des personnes privées.
L'activité de service public est organisé selon deux régimes différents : les services publics administratifs (SPA) et les services publics industriels et commerciaux (SPIC).

## Les caractéristiques du service public

### L'intérêt général
L'intérêt général c'est ce que les autorités légitimes, démocratiques décident de qualifier comme tel.
Dans la réalité le juge administratif peut être amené à déterminer si une mission est d'intérêt général.
Il peut y avoir un besoin général sans que pour autant un service public soit créé : il y a alors carence des pouvoirs publics.
L'intérêt général est mal défini : il ne figure pas dans la Constitution de 1958, contrairement à la souveraineté.
D'autre part, la notion d'intérêt général évolue largement dans le cadre du droit de l'Union européenne. L'essentiel de la réglementation provient maintenant du droit communautaire (règlements et directives européennes). On estime la proportion du droit communautaire dans le droit de chaque État membre aux deux tiers des nouveaux textes réglementaires.[réf. nécessaire]

### Le rattachement de l'activité à une personne publique
Un service public doit être rattaché d'une manière ou d'une autre à une personne morale de droit public (État, collectivité territoriale, établissement public).
Ce rattachement peut se manifester de différentes manières. La plus évidente est la prise en charge directe par une personne publique.
Il peut aussi s'agir d'une personne privée en gestion ou d'une société d'économie mixte (SEM) avec majorité du capital détenu par le public, voire tout simplement d'un contrat de type délégation de service public ou partenariat public-privé.
Lorsque l'institution responsable d'un service est privée, le service peut être public si l'institution en cause a été créée par une autorité publique, si ses dirigeants sont nommés par une autorité publique, s'il existe un contrôle exercé par une personne publique ou encore si l'organisme se voit reconnaître des prérogatives de puissance publique. 

### Les types de services publics
Les services publics industriels et commerciaux (SPIC) relèvent du droit privé et les services publics administratifs (SPA) du droit public. Cette distinction a réellement émergé après la Seconde Guerre mondiale, mais elle a connu ses prémices en 1921 par le biais de l'arrêt Société commerciale de l'ouest africain (arrêt dit du Bac d’Eloka), considérant qu'une affaire concernant un service public relevait en l'espèce du juge judiciaire. En effet on constate à cette époque que de nombreux services publics peuvent être gérés comme des services industriels. L'État-providence nécessite dès lors des services publics entrant dans la sphère privée et soumis aux règles de droit privé.
Dès lors un contentieux est né pour savoir si un service public est un SPA ou un SPIC.
La jurisprudence administrative a dégagé pour ce faire trois critères dans l'arrêt Union syndicale des industries aéronautiques (1956)  : 
- l'objet de l'activité en cause
- le mode de financement
- les modalités de fonctionnement.

Dans cet arrêt, les trois critères doivent être réunis pour qu'un service public soit un SPIC.
Cependant la jurisprudence ultérieure donnera un caractère alternatif à ces trois critères

#### L'objet de l'activité
En théorie les activités qui relèvent par nature de l'État sont caractéristiques d'un SPA.
Dans la pratique, la jurisprudence est peu fiable.

#### Le mode de financement
Ce critère est plus objectif et plus discriminant que l'objet de l'activité.
Le SPIC est financé par des redevances qu'il perçoit sur les usagers du service et qui est calculé en fonction du coût de la prestation fournie.
Le SPA perçoit des subventions publiques ou (et) des recettes fiscales : les taxes. La taxe ne correspond pas au coût du service (par exemple, la redevance audiovisuelle est une taxe). Pour les ordures ménagères, les communes ont le choix entre taxe et redevance, et donc entre SPA et SPIC.

#### Les modalités de gestion du service
Ce critère peut être déterminé par la comptabilité utilisée : comptabilité publique pour un SPA, plan comptable privé pour un SPIC.
Une activité gérée directement en régie par la personne publique est généralement un SPA.
Si l'organisme qui gère l'activité bénéficie d'un monopole légal, cette activité est généralement qualifiée de SPA.
Un service gratuit n'est jamais industriel et commercial.
Lorsque trois critères convergent, la distinction SPA/SPIC est assez claire, elle est plus délicate à déterminer lorsque seuls deux critères convergent.
Il n'y a pas de règle quant à la prééminence de tel ou tel critère.
Pour l'Établissement français du sang, cette mission de service public se rattache par son objet au SPA alors qu'une part importante de ses ressources provient de la vente des produits de santé et que le décret de 1999 fait application à cette activité de règles généralement appliquées aux activités industrielles et commerciales. Dans ce cas le critère objet de l'activité a prévalu.
En dernier lieu, une activité peut recevoir une qualification par des textes. Si ce texte est une loi le Conseil d'État se soumet, si ce texte est un règlement (décret) le Conseil d'État peut remettre en cause la qualification.

## Création, suppression et organisation des services publics

### Compétence du Parlement et des autorités administratives

#### Compétence en matière de création
Traditionnellement, le Parlement disposait exclusivement de la compétence pour créer des services publics. Avec la Constitution de 1958, la création de service public ne figure pas dans la liste des matières réservées au législateur par l'article 34.
Cependant, cet article place sous la compétence de la loi certains services déterminés (défense nationale, enseignement, sécurité sociale). Indirectement, ce même article confie également la compétence au législateur si l'institution du service est de nature à porter atteinte à l'exercice d'une liberté publique.
Enfin, le législateur est compétent pour la création d'une catégorie d'établissements publics.
La jurisprudence du Conseil d'État considère que les autorités administratives peuvent subordonner l'autorisation d'exercer une activité à des obligations de service public. Les autorités administratives transforment donc indirectement une activité privée en service public. Il faut que l'activité soit soumise à un régime d'autorisation préalable et qu'elle présente un caractère d'intérêt général.

#### Compétence en matière de suppression
Le gouvernement est compétent de manière générale pour la suppression des services publics. C'est seulement dans le cas où le service public a été créé par une loi que le législateur doit intervenir pour la modifier ou l'abroger.

#### Compétence en matière d'organisation
Il est admis depuis longtemps que le pouvoir réglementaire est compétent pour l'organisation des services publics.

### Compétence des collectivités locales
Les collectivités locales peuvent créer des services publics sous certaines conditions. Leur domaine d'intervention est déterminé par la loi du 7 janvier 1983 qui le limite quand le domaine relève exclusivement de l'État ou pour protéger l'initiative privée.
Les collectivités locales ont utilisé très largement cette faculté notamment dans le domaine économique par la création d'entreprises publiques. 
La jurisprudence a limité ces créations en considérant que les interventions des collectivités locales étaient en principe illégales en ce qu'elles faussaient la libre concurrence. Cette jurisprudence a été tempérée par des dérogations accordées par les juges et par le législateur, notamment :
- Dans les cas de monopole de fait (distribution de l'eau, du gaz, de l'électricité).
- Si l'activité est rattachable à une attribution légale de la collectivité locale.
- Si cela est justifié par un intérêt public en raison des circonstances particulières de temps et de lieu[6].

Une interprétation souple des dérogations fait que la plupart des interventions sont considérées comme légales.

## Le régime juridique des services publics

### Le régime commun à l'ensemble du service public: les lois de Rolland
Le service public, au-delà de sa variété, doit répondre aux principes dégagés par Louis Rolland et qui sont donc appelés les lois de Rolland. 

#### Les principes de mutabilité et de continuité
Ces deux principes vont de pair, le principe de mutabilité étant nécessaire pour assurer le principe de continuité. 

##### Continuité
En principe, un service public doit fonctionner de manière continue et régulière, sans autres interruptions que celles prévues par la réglementation en vigueur. Ce principe a une valeur constitutionnelle. En effet, c'est parce que la puissance publique lui reconnaît une importance particulière, sur le plan social, qu'un service est considéré comme appartenant à la catégorie des services publics. Il répond à un besoin essentiel qui doit être satisfait en permanence. 
Il doit composer avec le droit de grève, autre principe de valeur constitutionnelle ; cette situation entraîne des controverses importantes autour du service minimum.
Par exemple: si dans un premier temps le droit de grève avait été refusé aux fonctionnaires (CE 1909 Winkell), du fait de la reconnaissance dans le préambule de la constitution de 1946 du droit constitutionnel de grève, celui a été accordé aux fonctionnaires en 1950 (CE 7 juillet 1950 : Dehaene).
CE 13 juin 1980: Madame Bonjean

##### Mutabilité
L’adaptabilité ou mutabilité du service est la condition nécessaire pour suivre l’évolution des besoins d'intérêt général. Cette condition justifie les mutations qui interviennent régulièrement dans les services publics, qui doivent s'adapter tant aux progrès de la technique qu'à l'évolution de la demande sociale. Ce qui implique qu'aucun obstacle juridique ne doit s'opposer aux changements à accomplir.
Ainsi, l'administration peut toujours apporter des modifications au contrat de délégation de service public de manière unilatérale.
Les usagers du service n'ont aucun droit acquis à son maintien, ni à sa modification dès lors que la nécessité du service n'existe plus.
Les personnels des services publics ne peuvent s'opposer au nom de droits acquis à la mutation du service.
Le contrôle du juge administratif portera sur la réalité de l'évolution de l'intérêt général (sauf si prévu par une loi).
CE 27 janvier 1961: Vannier

#### Les principes d'égalité et de neutralité
Ce sont là encore des principes indissociables, à même d'assurer l'égalité de traitement. 

##### Principe d'égalité
Le principe d'égalité implique que les personnes se trouvant dans une situation identique à l'égard du service public doivent être régies par les mêmes règles. Il est à relier avec le principe d'égalité des citoyens devant les charges publiques dégagé par le Conseil d'État dans son arrêt Couitéas de 1923 et, plus largement, au principe d'égalité devant la loi qui figure aux articles 1er et 6 de la Déclaration des droits de l'homme et du citoyen de 1789. En matière de service public, le principe d'égalité est consacré par l'arrêt du 9 mars 1951 Société des concerts du conservatoire. De ce principe découle la péréquation qui fait que les secteurs les moins rentables sont financés par les plus rentables. Exemples : La Poste pratique les mêmes tarifs sur tout le territoire alors que les zones rurales induisent un coût supérieur dans la distribution du courrier, un abonné à l'électricité ou au téléphone paie le même prix quelle que soit sa situation géographique. La péréquation déconnecte le coût du prix pratiqué, elle permet à ce titre de poursuivre un objectif d'aménagement du territoire.
Le principe d'égalité n'interdit pas les différences de traitement. Toutefois, conformément au principe posé par l'arrêt Denoyez et Chorques de 1974, elles doivent être justifiées soit par une nécessité d'intérêt général, soit par une différence de situation à l'encontre du service public (Conseil d'État, 2013, Association SOS racisme : le refus d'accorder la gratuité de l'accès au musée du Louvre pour les personnes âgées de 18 à 25 ans qui ne sont pas ressortissantes d'un pays de l'Union européenne ne méconnaît pas le principe d'égalité car ces personnes n'ont pas vocation à rester durablement sur le territoire français.). Il convient de préciser que cette possibilité de traiter différemment deux personnes dans des situations différentes est une simple potentialité et non une obligation (Conseil d'État, 28 mars 1997, Société Baxter). De même, la différence de traitement ne doit pas être disproportionnée par rapport aux différences de situation. Quoi qu'il en soit, la différence de situation fait l'objet d'interprétations au cas par cas. Ainsi, si l'accès à un service municipal non obligatoire peut être restreint à une catégorie de personnes, celle-ci ne peut être définie en fonction de son seul lieu d'habitation. De ce fait, un service municipal ne peut être réservé aux seuls résidents de la commune car cela exclut des personnes ayant des liens importants avec la commune du fait de leur travail ou de la scolarisation de leurs enfants (Conseil d'État, 13 mai 1994, Commune de Dreux). 
Le Conseil constitutionnel a aussi établi que le principe d'égalité ne s'oppose pas à ce que le législateur règle de façon différente des situations différentes.
Il ne peut être dérogé au principe d'égalité. Pour des raisons d'intérêt général et dans le respect de la loi, les différences de traitement sont possibles, mais elles ne doivent, en aucun cas, être arbitraires ou discriminatoires. L'instrument de mesure est la proportionnalité entre les moyens utilisés et les buts visés.

##### Principe de neutralité

###### La neutralitéstricto sensu
Le service public doit être guidé selon l'intérêt général, sans être influencé par les intérêts privés, notamment ceux du gérant.
Ce principe est surtout important en matière de communication audiovisuelle ou d'enseignement afin d'éviter la propagande.
La neutralité est une composante de la notion plus large qu'est la laïcité de l'État. Elle s'interprète comme une obligation et elle pèse sur l'Administration ou sur l'individu. Elle peut ainsi s'analyser comme une obligation qui s'impose à tous les agents des services publics, qui ont interdiction d'exprimer leurs opinions politiques ou religieuses dans l'exercice de leur mission. Mais elle peut aussi être une obligation pour l'administration, s'agissant par exemple de la nécessaire neutralité de l'enseignement, qui s'impose sur les programmes et les enseignants. À ce propos, les enseignants du supérieur, à savoir les universitaires, bénéficient d'une large liberté d'expression réglementée par certaines limites comme le négationnisme.
Elle peut enfin être un droit revendiqué par le citoyen ou l'administré contre son administration. Découle ainsi de la neutralité de l'État et de la fonction publique le principe de l'égal accès aux emplois publics.
Quant au champ d'application, la neutralité s'impose à tous les bâtiments publics. Cependant, ce principe n'empêche pas une liberté d'expression des administrés au sein même des bâtiments publics dont ils sont usagers, et particulièrement dans l'enseignement public.

###### La laïcité
Elle est évoquée à l'Article 1er de la constitution de 1958. Trois éléments la définissent : liberté de conscience, liberté des cultes, séparation des Églises et de l'État.
Dans l'affaire dite « du foulard islamique », l'avis du Conseil d'État du 27 novembre 1989 fut sollicité par le Ministre de l'Éducation nationale de l'époque Lionel Jospin à la suite de l'emballement médiatique autour d'une affaire d'exclusion d'élèves au motif qu'elles portaient le voile. Le Conseil d'État livre son interprétation, alors considérée comme libérale, de la laïcité dans l'enseignement public, il surprend par la liberté de culte reconnue aux élèves dans le cadre qui la réglemente. La loi du 15 mars 2004 votée après un nouvel emballement médiatique a pour but de casser cette jurisprudence en légalisant les expulsions fondées sur les règlements intérieurs des établissements qui interdisent le port du voile. Auparavant, de telles dispositions étaient censurées au cas par cas par le Conseil d'État.
La laïcité c'est aussi l'obligation pour le personnel de l'administration en général de concilier l'expression de sa foi ou de ses opinions politiques avec l'exercice de sa mission. La jurisprudence est plus sévère pour les manifestations prosélytes en service que pour les absences pour des motifs religieux. En ce qui concerne le personnel enseignant des lycées et collèges, il a l'obligation de ne pas exprimer sa religion ou son incroyance. Ce comportement est considéré comme une faute personnelle de l'employé dont la gravité sera appréciée en fonction du caractère plus ou moins prosélyte.

##### Principe de la valeur ajoutée nulle
Lorsque, en raison des circonstances, d'erreurs, ou de fraude, un citoyen est privé d'un service auquel il avait droit, le dédommagement auquel il peut prétendre n'est pas fonction de l'utilité qu'il retirait du service (par exemple : la valeur d'une fabrication permise par la puissance électrique) mais seulement du coût de production du service. 
La gratuité n'est pas un principe. C'est même une exception rare, même si la subvention du service par d'autres sources de financement est généralisée : les services ne sont pas gratuits, mais une partie n'est pas payée directement par le bénéficiaire, mais par les impôts et taxes. Plus généralement, si le service est légalement obligatoire, les prestations doivent être gratuites sauf disposition législative contraire.
Exemples de modes de financement de services publics : 
- redevances : elles sont la contrepartie d'un service rendu par l'administration, et elles doivent être proportionnelles au coût du service. (exemple : la restauration scolaire) ;
- taxe : elles sont un paiement obligatoire pour l'accès à un service public, seule la loi peu en créer. La taxe n'a pas à être proportionnelle au service rendu (par exemple le droit de timbre pour les procédures judiciaires). (autre exemple : ordures ménagères) ;
- billetterie (exemple : transport en commun).

##### Principe de l'obligation de fonctionnement correct
L'administration est tenue de faire fonctionner correctement les services publics. Il n'y a pas cependant d'obligation pour l'administration de créer un service public, à moins que la loi en décide ainsi (ex. : services publics obligatoires pour les collectivités locales).
L'usager a également un droit d'accès au service public.

### Les régimes juridiques des SPA et des SPIC
Le service public administratif (SPA) est soumis au droit administratif, le régime du service public industriel et commercial (SPIC) est mixte droit privé/droit public.
Les critères de la distinction entre SPA et SPIC est consacré par l'arrêt CE: Union syndicale des industries aéronautiques (1956).
Tandis que la consécration de cette distinction entre SPA et SPIC a lieu par l'arrêt TC 22 janvier 1921: Bac d'Eloka

#### Le régime juridique des SPA
Il relève globalement du droit administratif.
Les personnes publiques ont cependant recours dans la gestion des SPA à des procédés de droit privé (contrat de droit privé).
Des personnes privées peuvent gérer des SPA.

##### L'usager des SPA
L'usager n'est en principe jamais dans une situation contractuelle avec le SPA, il est dans une situation légale et réglementaire.
L'usager n'a pas de droit acquis au maintien des conditions de fonctionnement du service public, en revanche il a un droit d'accès au service public, un droit à un traitement égalitaire et un droit à un bon fonctionnement du service public.

##### Les décisions unilatérales des SPA
Si le SPA est géré par une personne publique, les décisions unilatérales faisant grief peuvent être contestées devant le tribunal administratif par recours pour excès de pouvoir.
Une personne privée gérant un SPA peut se voir confier un pouvoir de décision unilatérale par la personne qui lui a délégué la mission et sous son contrôle : le recours éventuel est porté devant le tribunal administratif.

##### Le régime de responsabilité des SPA
Si le SPA est géré par une personne publique, c'est la responsabilité administrative qui s'applique, le juge administratif est compétent.
Des exceptions sont prévues : 
- loi de 1937, les problèmes de responsabilité dans le cadre de l'administration de l'enseignement relèvent du juge judiciaire.
- loi de 1957, compétence du juge judiciaire pour tous les accidents de véhicules.

Si le SPA est géré par une personne privée tous les dommages qui seront causés relèvent du juge judiciaire sauf si le dommage est lié à l'utilisation d'une prérogative de puissance publique

##### Les contrats des SPA
Les contrats des SPA sont des contrats administratifs, à condition qu'ils satisfassent aux critères organique et matériel. 
Le critère organique est d'être géré par une personne publique ou pour le compte et au nom d'une personne publique ou d'une personne privée explicitement mandatée par la personne publique délégante.
Le critère matériel est de relever de l'intérêt général ou de contenir une clause exorbitante du droit commun.

##### Le personnel des SPA
Depuis l'arrêt Berkani en 1996, tous les personnels travaillant pour un SPA géré par une personne morale de droit public sont des agents publics (les litiges sont de la compétence des tribunaux administratifs), sauf dans les cas prévus par la loi (certains contrats aidés notamment, et certains emplois de la Caisse nationale d’assurance-maladie ou de l’Agence française de sécurité sanitaire des produits de santé par exemple).

#### Le régime juridique des SPIC
La jurisprudence considère depuis le début des années 1920 que les SPIC sont soumis à un régime mixte, combinant des éléments de droit privé justifiés par l'activité commerciale et des éléments de droit public justifiés par le but de service public.
La part de droit public n'est pas négligeable notamment dans l'organisation du service. Ainsi, les SPIC sont soumis aux principes généraux des services publics (continuité, adaptabilité, égalité), peuvent utiliser des procédures de droit public (régime des travaux publics, expropriation…), peuvent conclure des contrats administratifs.
La part de droit privé est néanmoins la plus importante, notamment pour le fonctionnement du service.

##### L'usager du SPIC
L'usager d'un SPIC est toujours dans une situation contractuelle avec le SPIC. Les différends seront donc portés devant le juge judiciaire.
La qualité d'usager n'est pas forcément liée à l'existence d'un contrat. Il suffit de bénéficier de la prestation du service pour être considéré comme usager.
Le juge judiciaire se reconnaît également compétent pour juger les litiges qui impliquent des candidats usagers.

##### Les tiers et le SPIC
Les tiers sont dans une relation de droit privé avec le SPIC.
Il subsiste une exception si le litige est en raison d'un préjudice causé par un ouvrage public utilisé par le SPIC.
On entend par ouvrage public tous les biens meubles et immeubles qui servent à un service public.
En effet, la loi du 28 pluviôse an VIII est neutralisée lorsque le dommage de travaux publics ou lié à un ouvrage public est subi par un usager d’un SPIC. Mais cela vaut uniquement dans le cas où la victime est bien l’usager du service et non pas des seuls ouvrages. 
Si tel n'est pas le cas, la victime de l’ouvrage est alors envisagée comme un tiers par rapport au service et doit s’adresser aux juridictions administratives.

##### Les décisions unilatérales des SPIC
Si le SPIC est géré par une personne publique, il peut prendre des décisions unilatérales à l'égard des usagers et des agents.
Si le SPIC est géré par une personne privée, cela n'est pas possible à l'égard des usagers. Mais les décisions unilatérales sont permises en direction des agents si elles concernent l'organisation du service et si les décisions sont réglementaires et non à portée individuelle.

##### Le régime de responsabilité des SPIC
Lorsqu'un préjudice est causé à un usager quelle que soit la personne gestionnaire, il relève du droit privé et donc de la responsabilité civile même si le dommage a été causé par un ouvrage public utilisé par le service.
Le juge fait la distinction entre usager du SPIC (droit privé) et usager de l'ouvrage public (TA).

##### Les contrats des SPIC
Le Conseil d’État retient dans son arrêt Stein en 1950 que la notion de SPIC est seulement une présomption d’application de droit privé. Une clause exorbitante rend le contrat administratif.
Revirement en 1961 avec l'arrêt Établissement Companon Rey. Le Conseil d'État décide qu'un contrat passé entre un SPIC et ses usagers est toujours un contrat de droit privé, et ce même s'il contient des clauses exorbitantes (Conseil d’Etat, Section, 13 octobre 1961, Etablissements Campanon-Rey, requête numéro 44689, rec. 567).

##### Le personnel des SPIC
Ce sont des agents privés soumis au droit du travail.
Exceptions : 
- Le directeur du SPIC est toujours un agent public (CE 1923  Robert-Lafrégeyre).
- Le comptable du SPIC peut avoir la qualité de comptable public.
- Par exception, les agents de l'ONF, et certains employés de La Poste et de France Télécom sont des agents publics.

## Usage de lalangue française
Le décret du 3 juillet 1996 relatif à l'enrichissement de la langue française, en application de la loi Toubon, a rendu obligatoire l'usage des termes en français, publiés au Journal officiel de la République française, dans les services publics de l'État en France (articles 11 et 12 du décret).

## Habilitation à gérer un service public
La gestion du service est déléguée lorsqu'elle est assurée par une autre personne publique que celle qui l'a créé (établissement public notamment) ou par une personne privée.
.
L'habilitation peut s'opérer de deux façons :
- contractuelle
- unilatérale.

### Habilitation unilatérale
Dans le cas d'une habilitation unilatérale, une loi, un décret, un arrêté, une lettre notifie la délégation d'une mission de service public à une association par exemple.
Le mode d'habilitation unilatéral vient souvent reconnaître une situation de fait ou intervient à la suite d'une négociation préalable à la décision.
Ce mode d'attribution des services publics aux personnes privées est reconnu par le Conseil d'État.
Sont déléguées sur ce mode les missions de service public confiées aux ordres professionnels, aux fédérations sportives…
L'habilitation peut être également être forcée dans le cas d'une réquisition.

### Habilitation contractuelle

#### Durée des conventions de service public
La durée doit être déterminée par la personne publique délégante en fonction des prestations demandées au délégataire.
Pour les concessions la convention de délégation tient compte, en ce qui concerne sa durée, de la nature et du montant des investissements à réaliser (eau, assainissement, déchets), la durée maximale est de 20 ans sauf dérogation autorisée par le trésorier-payeur général (TPG).

#### Le renouvellement des conventions
Les reconductions tacites sont interdites et une nouvelle délibération est nécessaire.
La loi limite aussi les possibilités de renouvellement, un renouvellement est possible pour des raisons d'intérêt général (1 an) ou à raison de l'exécution d'investissements supplémentaires (ce type de renouvellement est soumis à 4 conditions).

## Modes publics et privés de la gestion du service public

### Liberté du choix de mode de gestion
L'administration et les personnes publiques disposent en principe d'une liberté du choix de mode de gestion. Il leur appartient de choisir le mode le plus approprié, le juge administratif ne pouvant exercer qu'un contrôle limité à l'erreur manifeste d'appréciation (CE, 18 mars 1988, Loupias, n°57893). 
Cette liberté se trouve aujourd’hui consacrée à l’article L. 1 du code de la commande publique qui dispose que « les acheteurs et les autorités concédantes choisissent librement, pour répondre à leurs besoins, d’utiliser leurs propres moyens ou d’avoir recours à un contrat de la commande publique ».

### Gestion publique

#### Gestion directe ou régie
La gestion directe constitue le mode traditionnel de gestion des services publics. 
Dans le cas de la régie simple, la personne publique qui a créé le service l'assure elle-même directement : elle "consiste en l'internalisation de la gestion par la collectivité qui en a la charge", sans intermédiaire. Aucune personnalité juridique, ni structure ni objet propre ne se distingue de la collectivité qui exerce une autorité directe sur le service public.
La personne publique assure le service par ses propres moyens financiers, matériels et humains. 
Les personnes publiques peuvent y avoir recours dès lors que le service relève de leur compétence (art. L. 1412-1 du CGCT).
Ce mode est le plus fréquemment employé pour les services publics administratifs (SPA), notamment en ce qui concerne la justice, la police, la défense. S'il n'existe pas d’incompatibilité de principe avec le service public industriel et commercial (SPIC), le recours à cette forme de gestion est moins fréquent du fait de que l'intervention sur un marché concurrentiel d'une personne publique peut fausser le libre jeu de la concurrence. Certains SPIC nationaux sont cependant gérés en régie (Imprimerie nationale, Information légale et administrative, Mobilier national, Monnaie de Paris).
- Intérêts : La régie permet la maîtrise rapprochée en interne du service et des modalités du fonctionnement ; elle autorise en particulier le contrôle de la tarification du service. Les règles sont claires en matière de contrôle et de financement car encadrées par des rapports de hiérarchie verticale internes à un même service. Elle peut conduire aussi à des synergies de spécialisations et d'efficience en termes de gestion des ressources humaines par la collectivité.
- Inconvénients : La régie nécessite un investissement important à la création du service. La collectivité doit prendre en charge l’essentiel des risques d’exploitation et demeure soumise au Code de la commande publique pour les achats. Elle doit gérer toute la chaîne de production, y compris des relations commerciales avec les fournisseurs répondant ses besoins. La régie conduit fréquemment à recourir à l’externalisation de ses activités spécialisées ou nécessitant une expertise particulière, ce qui peut induire des surcoûts.

#### Établissement public
L'État ou une collectivité territoriale confie la gestion d'une mission de service public à un établissement autonome créé spécifiquement à cette fin.
L'établissement public est doté de la personnalité juridique : il peut contracter, acquérir des biens, ester en justice, se voir reconnaître des droits et des obligations, il dispose d'un budget propre, de personnel propre, d'une autonomie de gestion, de liberté de décision.
La tutelle est exercée par la personne publique créatrice.
De même que pour les services, il existe une distinction entre établissements publics à caractère administratif (EPA) et établissements publics à caractère industriel et commercial (EPIC). 
Un établissement public à caractère administratif est entièrement soumis aux règles du droit public (actes administratifs, statut des fonctionnaires, biens relevant du domaine public, comptabilité publique, prérogatives de puissance publique). L'EPA gère un SPA, par exemple : administration de l'Université, hôpitaux publics.
Un établissement public à caractère industriel et commercial a pour objet une activité industrielle et commerciale que la puissance publique considère comme un service public industriel et commercial. Par exemple : Cité des sciences et de l'industrie, SNCF, EDF-GDF ou de plus en plus d'offices de tourisme (statut obligatoire pour les offices de tourisme des communautés de communes).
Son régime juridique est mixte, avec coexistence de règles de droit public et de droit privé.
En général le statut d'un EPIC (création, suppression, organisation, contrôle, puissance publique) relève du droit public, son activité (personnel, rapports aux fournisseurs, aux clients) relève du droit privé.
Le texte qui instaure un établissement public peut le qualifier d'EPIC alors qu'il s'avère être un EPA. Le juge administratif requalifie l'établissement si le texte est réglementaire et s'incline s'il s'agit d'une loi.
On parle parfois d’« établissement public à visage inversé » pour un établissement public qualifié par le texte qui l'instaure d'EPIC et qui se révèle être un EPA, ou inversement.
Mais si le texte fondateur est une loi, le Tribunal des conflits ne peut requalifier.
Certains établissements cumulent activités administratives et activités industrielles et commerciales.
On parle alors d’« établissement public à double visage » : établissement public qui prend les caractéristiques d'EPA ou d'EPIC selon ses différentes activités. Les litiges concernant l'activité industrielle et commerciale relèvent du droit privé, les litiges concernant l'activité administrative relèvent du droit public.
Exemples : chambres de commerce et d'industrie, Office national des forêts.

### Gestion privée
L'association des personnes privées aux missions de service public s'est beaucoup développée dans la deuxième moitié du XXe siècle. Les arrêts Caisse primaire Aide et protection, Monpeurt et Bouguen ont vu le Conseil d'État progressivement accepter l'hypothèse de l'immixtion des personnes privées dans la gestion d'un service public, jusqu'à reconnaître la possibilité pour elles d'exercer des prérogatives de puissance publique à cette fin (CE, 13 janvier 1961, Magnier).
Ainsi l'État s'est déchargé financièrement de certains services publics auparavant financés par l'impôt en les remettant à une personne privée.
La gestion privée est également plus souple.

#### Concession de service public
Une personne publique peut déléguer par contrat et pour une durée déterminée la gestion d'un service public à une personne privée ou une personne publique, appelé le concessionnaire. Il peut être chargé de construire un ouvrage ou d'acquérir des biens nécessaires au service (art. L. 1211-3 du Code de la commande publique).
À l'issue de la résiliation ou du non-renouvellement de la concession, le concessionnaire doit laisser en place l'ensemble des installations, des équipements nécessaires à l'exploitation du service public (par ex. réseau de distribution d'eau).
Le concessionnaire se rémunère par une redevance auprès des usagers, il assume les pertes liées à l'activité.
À la fin du contrat de concession, les biens ayant servi à la gestion du service dits biens de retour reviennent à la personne publique (ex. autoroutes, tunnels).
Les délégations de service public constituent une sous-catégorie des concessions en vertu de ce même article L. 1211-3 qui a transposé la Directive 2014/23/UE dite "Concessions" ayant harmonisé la typologie des contrats passés par les personnes publiques au plan de l'Union européenne. Ce nouvel article L. 1211-3 renvoie désormais à  l’article L. 1411-1 du Code général des collectivités territoriales  :
« Une délégation de service public est un contrat par lequel une personne morale de droit public confie la gestion d’un service public dont elle a la responsabilité à un délégataire public ou privé, dont la rémunération est substantiellement liée aux résultats de l’exploitation du service. Le délégataire peut être chargé de construire des ouvrages ou d’acquérir des biens nécessaires au service » pour la définition de la délégation de service public.
Désormais, la concession constitue un des deux modes principaux de contractualisation avec une personne publique, avec le marché public, qui pour sa part, est défini par l'art. L. 1111-1 du code de la commande publique : un marché public est un contrat conclu par un ou plusieurs acheteurs soumis au code de la commande publique avec un ou plusieurs opérateurs économiques, pour répondre à leurs besoins en matière de travaux, de fournitures ou de services, en contrepartie d'un prix ou de tout équivalent.

##### Convention de délégation de service public
La notion de convention de délégation de service public (DSP) a été initialement formalisée par  la « loi Sapin » du 29 janvier 1993 qui a institué ce régime juridique et la notion de délégation de service public. 
Pendant plusieurs années, en l'absence de définition légale de la notion de délégation de service public, le juge administratif a tenté de définir cette notion afin d'identifier le régime applicable au contrat passé par une personne publique.
Le risque couru par une personne publique qui choisissait à tort l'une de ces procédures au lieu de l'autre était l'annulation de la procédure d'attribution du contrat, voire la nullité du contrat et, le cas échéant, des conséquences indemnitaires liées à la mise en jeu de la responsabilité contractuelle de la personne publique. Ces derniers risques ont été un peu réduits en raison de l'institution d'une procédure de référé précontractuel devant le juge administratif par la loi du 8 février 1995 :
L'incertitude de choix de la qualification du contrat a été résolue par le Conseil d'État dans un arrêt du 15 avril 1996, « Préfet des Bouches-du-Rhône contre Commune de Lambesc ». Au sens de cette décision, une délégation de service public est une convention dans laquelle la rémunération du cocontractant est substantiellement assurée par les résultats de l’exploitation. Dans le cas contraire, le contrat est soumis au code des marchés publics.
Le Législateur a confirmé cette définition. L’article 3 de la « loi MURCEF » (pour "Mesures urgentes à caractère économique et financier") du 11 décembre 2001 modifie l’article 38 de la loi du 29 janvier 1993.
Pour autant, l'alternative préalable dans le choix de la qualification du contrat n'a pas disparu. La loi donne une indication. Les juridictions ont une interprétation large de cette définition. Elles considèrent en effet que même si 10 % seulement de la rémunération du délégataire provient des résultats de l'exploitation, le contrat est une DSP compte tenu de l'existence du risque d'exploitation propre à l'activité exploitée par le partenaire contractuel de la personne publique. En d'autres termes, l'adverbe retenu par le Conseil d'État en 1996 et le Législateur en 2001 est « substantiellement », or, substantiellement, ce n'est pas majoritairement. 

#### Contrat d'affermage
Le fermier ne construit pas les installations du service qui sont mises à disposition par la personne publique qui afferme.
Le fermier reverse une partie de la redevance à la personne publique, par exemple au titre de la location des installations, (cf. distribution d'eau).
En somme, la différence la plus frappante réside dans le mode de rémunération du cocontractant de l'administration. Pour le marché public, le cocontractant reçoit un prix qui équivaut à la prestation fournie, alors que la rémunération du délégataire est « substantiellement liée au résultat d'exploitation du service », la délégation de service public transférant au délégataire un risque lié à l’exploitation du service.

#### Régie intéressée
La régie simple ne peut être confondue avec la régie intéressée : le régisseur est rémunéré par la personne publique en fonction des résultats du service (article R. 2222-5 du CGCT).
Le régisseur gère le service pour le compte de la personne publique délégante dont il est le mandataire.